# Polygala acarnanica
Polygala acarnanica är en jungfrulinsväxtart som först beskrevs av Chod., och fick sitt nu gällande namn av Koluharov och A. Petrova. Polygala acarnanica ingår i släktet jungfrulinssläktet, och familjen jungfrulinsväxter. Inga underarter finns listade i Catalogue of Life.